# کواکوا

کواکوا شهری در شهرستان سولنزو در استان بانوا در بورکینافاسوی غربی است و جمعیت آن ۸۸۱ نفر است.